# Eduardo Ramos Martins
Eduardo Ramos Martins (Caçu, 25 de março de 1986) é um ex-futebolista brasileiro que atuava como meio-campista. É considerado um dos maiores ídolos do Remo no século XXI.

## Carreira

### Anápolis e Corinthians
Um dos principais destaques do Anápolis que chegou à final do Campeonato Goiano de 2008, no mesmo ano Eduardo Ramos foi contratado pelo Corinthians.

### Náutico
No dia 21 de dezembro de 2010, o Náutico anunciou a contratação de Eduardo Ramos para a temporada 2011. O jogador foi um dos destaques da campanha alvirrubra na Série B, sendo inclusive escolhido como um dos principais jogadores de meio-campo da competição, campanha esta que levou o clube pernambucano à Série A de 2012. O clube alvirrubro terminou a competição em segundo lugar.
No dia 6 de janeiro de 2012, renovou seu contrato com o Timbu por mais um ano. Porém, apenas três meses após a renovação, no dia 20 de abril, Eduardo Ramos foi dispensado do Náutico devido ao baixo rendimento que apresentou no campo e por alguns desentendimentos internos com membros do clube.

### Vitória
Apenas cinco dias após ser dispensado, Eduardo Ramos foi anunciado como novo reforço do Vitória para a disputa da Série B do Brasileiro. Depois de ter sido reserva durante toda a campanha que trouxe o rubro-negro baiano de volta à primeira divisão do futebol brasileiro, o jogador foi dispensado no fim da temporada.

### Paysandu
Eduardo Ramos foi anunciado como pelo Paysandu no dia 21 de dezembro de 2012, chegando como um dos principais reforços para a disputa do Campeonato Paraense de 2013. O meia foi um dos destaques da competição, apresentando um futebol de qualidade e de apurada técnica que lhe rendeu a titularidade absoluta na equipe. No entanto, fracassou com o time na disputa da Série B.

### Remo e Joinville
Em 2014 foi contratado pelo Remo, mas atuou em apenas nove partidas. Emprestado ao Joinville no mesmo ano, o meia teve um futebol de altos e baixos e chegou a negociar com a diretoria para permanecer na equipe visando a disputa da Série A de 2015. No entanto, acertou seu retorno ao Remo.

### Retorno ao Remo
Após muita negociação com a diretoria, alguns da torcida azulina desejavam sua volta, enquanto outros não. Logo em sua chegada, Eduardo se disse disposto a ajudar o clube a sair da então situação, pedindo um voto de confiança da torcida. O meia iniciou bem o Campeonato Paraense de 2015, com boas atuações, passes e gols importantíssimos, ele mostrou que veio realmente pra somar. Ajudou o clube a chegar ao titulo estadual, garantindo calendário no segundo semestre, o que fez com que caísse nas graças da torcida e recebesse o apelido de "MITO". Ao final do Campeonato Paraense, a diretoria azulina passava por dificuldades financeiras e negociava uma redução salarial, o que não agradou o empresário do jogador. Foi sondado por outros clubes devido às suas boas atuações, e após longa negociação, Eduardo comunicou que decidiu aceitar a redução e ficar no clube, para delírio total da torcida. No entanto, meses depois problemas financeiros voltam a atormentar o clube. Eduardo logo comprou a briga e liderou o grupo que aceitou negociar com o clube, pensando na torcida com a seguinte frase: "Jogo sem receber até dezembro, mas daqui eu não saio". Logo, com tudo resolvido, o meia continuou a brilhar no Remo e passou a ser considerado um ídolo pela torcida.
Em outubro de 2015, após o Remo eliminar o Operário Ferroviário, Eduardo e seus companheiros celebraram o tão esperado acesso para a Série C.
Eduardo finalizou sua passagem pelo Remo em fevereiro de 2021, conquistando o acesso para a Série B, competição esta que o clube paraense não disputava desde 2007. O meio-campista foi o único jogador a ter entrado em campo pelo Remo vestindo a camisa 33, feito que contribuiu ainda mais para a idolatria do torcedor azulino.

## Títulos
Corinthians
- Campeonato Brasileiro - Série B: 2008

Sport
- Campeonato Pernambucano: 2010

Náutico
- Copa Pernambuco: 2011

Paysandu
- Taça Cidade de Belém: 2013
- Campeonato Paraense: 2013

Remo
- Campeonato Paraense: 2014 e 2015

Joinville
- Campeonato Brasileiro Série - B: 2014

### Prêmios individuais
- Melhor Jogador do Campeonato Pernambucano de 2010
- Melhor Jogador do Campeonato Paraense de 2013
- Melhor meio-campista da Série D de 2015
- Seleção da Série D de 2015